# Division sauvage
La Division indigène de cavalerie caucasienne (en russe : Кавказская туземная конная дивизия) ou Division sauvage (en russe : Дикая дивизия) est une unité de cavalerie de l'armée impériale russe qui a existé de 1914 à 1918 pendant la Première Guerre mondiale. Considérée comme une unité d'élite, elle était formée de volontaires issus des peuples musulmans de la vice-royauté du Caucase russe. Elle est dissoute après la révolution d'Octobre 1917. Certains de ses membres passent au service de l'Empire ottoman dans le cadre de l'armée islamique du Caucase ou intègrent les Armées blanches pendant la guerre civile russe. Le nom de « Division sauvage » a parfois été donné à d'autres groupes armés, pendant la guerre civile russe et plus tard la guerre civile ukrainienne de 2014.

## Historique

### Formation
Les peuples montagnards du Caucase du Nord, qui avaient opposé une longue résistance à la conquête russe pendant la guerre du Caucase de 1817 à 1864, avaient une réputation de valeur guerrière. Dès le milieu du XIXe siècle, l'armée russe recrute parmi eux des unités comme le régiment de cavalerie du Daghestan, partie de la 3e division de cavalerie cosaque du Caucase (en). Lors de la mobilisation de l'été 1914, le vice-roi du Caucase russe, Illarion Vorontsov-Dachkov, demande au tsar Nicolas II la permission de « créer une nouvelle division de montagnards du Caucase. » Celle-ci est créée par décret impérial du 23 août 1914 et comprend 6 régiments composés respectivement de Kabardes, Daghestanais, Tchétchènes, Tatars (Azéris), Tcherkesses et Ingouches auxquels s'ajouteront plus tard deux régiment ossètes, formant en tout 3 brigades.
Le 2e régiment de cavalerie du Daghestan est une unité de chasseurs à cheval caucasiens auxquels s'ajoutent des hommes de différentes unités de l'armée russe. La division se compose uniquement de volontaires, la conscription ne s'appliquant pas aux sujets musulmans de l'empire. Elle est commandée par le grand-duc Michel Alexandrovitch de Russie, frère de Nicolas II. Du fait de ce commandement princier, l'encadrement de la division comprend un nombre inhabituel d'officiers issus de la haute noblesse.

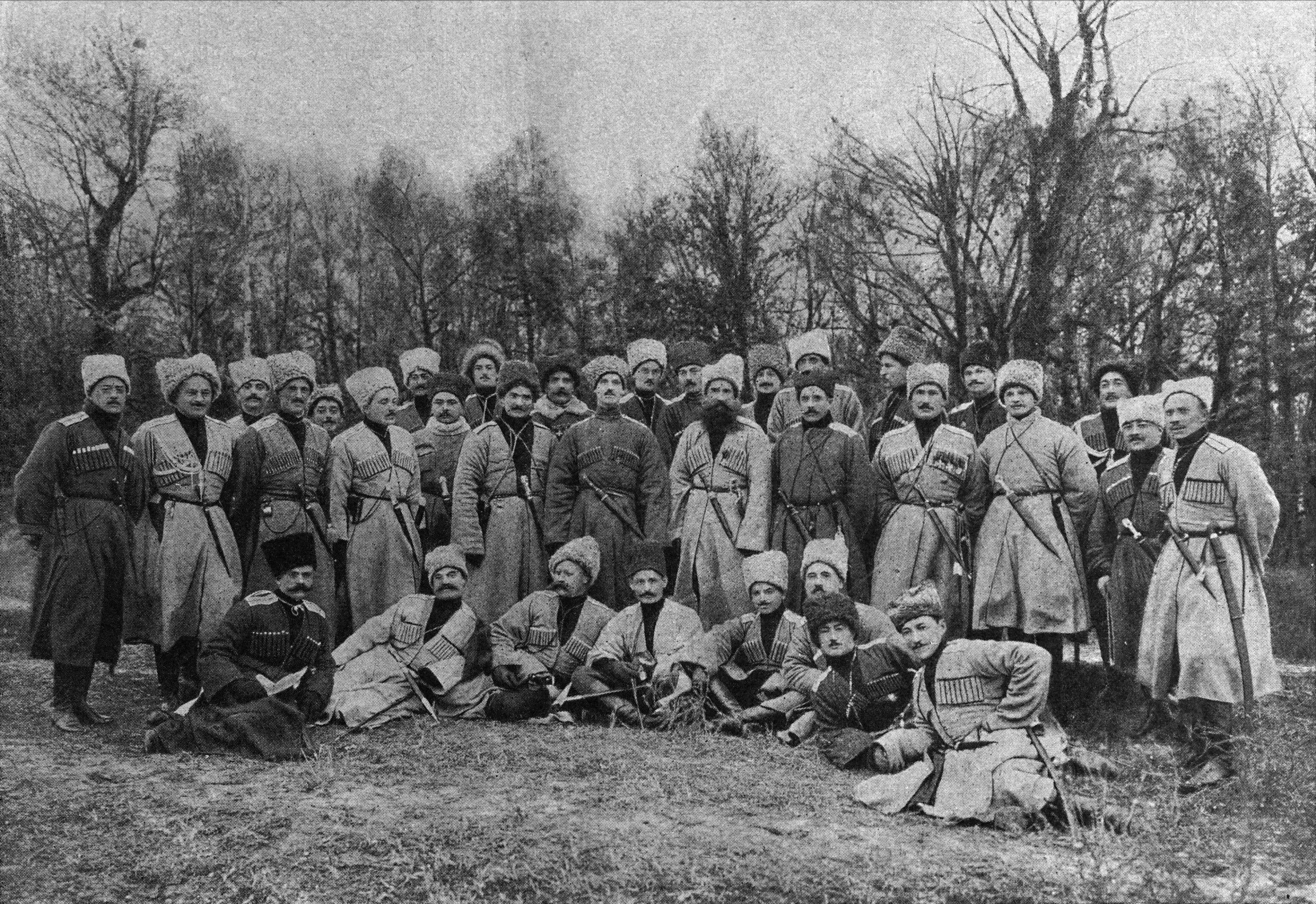
Le grand-duc Michel Alexandrovitch (debout au centre) entouré des officiers de la Division sauvage, 1914.

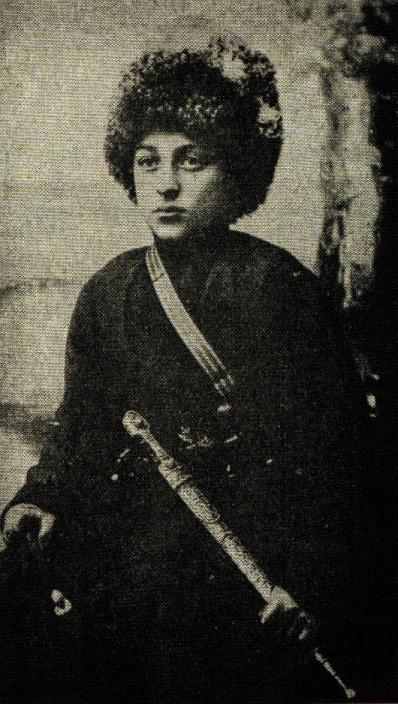
Soldat tchétchène de la Division sauvage, engagé volontaire à l'âge de 12 ans, décoré du ruban de Saint-Georges à 14 ans.

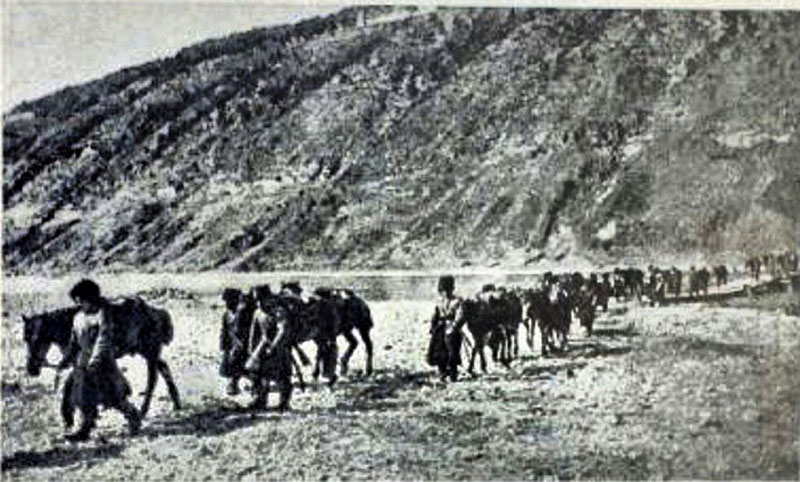
Soldats du régiment de cavalerie ingouche traversant le Dniestr, 1915.

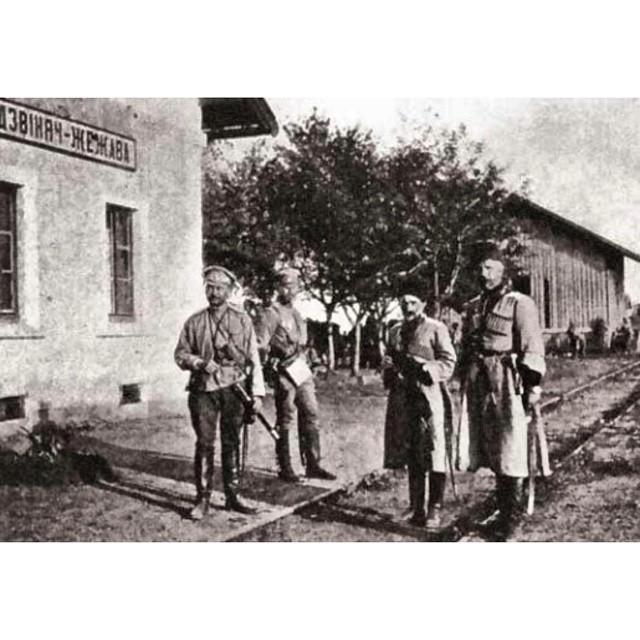
Fantassins russes et officiers du régiment ingouche à la gare de Dzviniatch-Jejava, 1915.

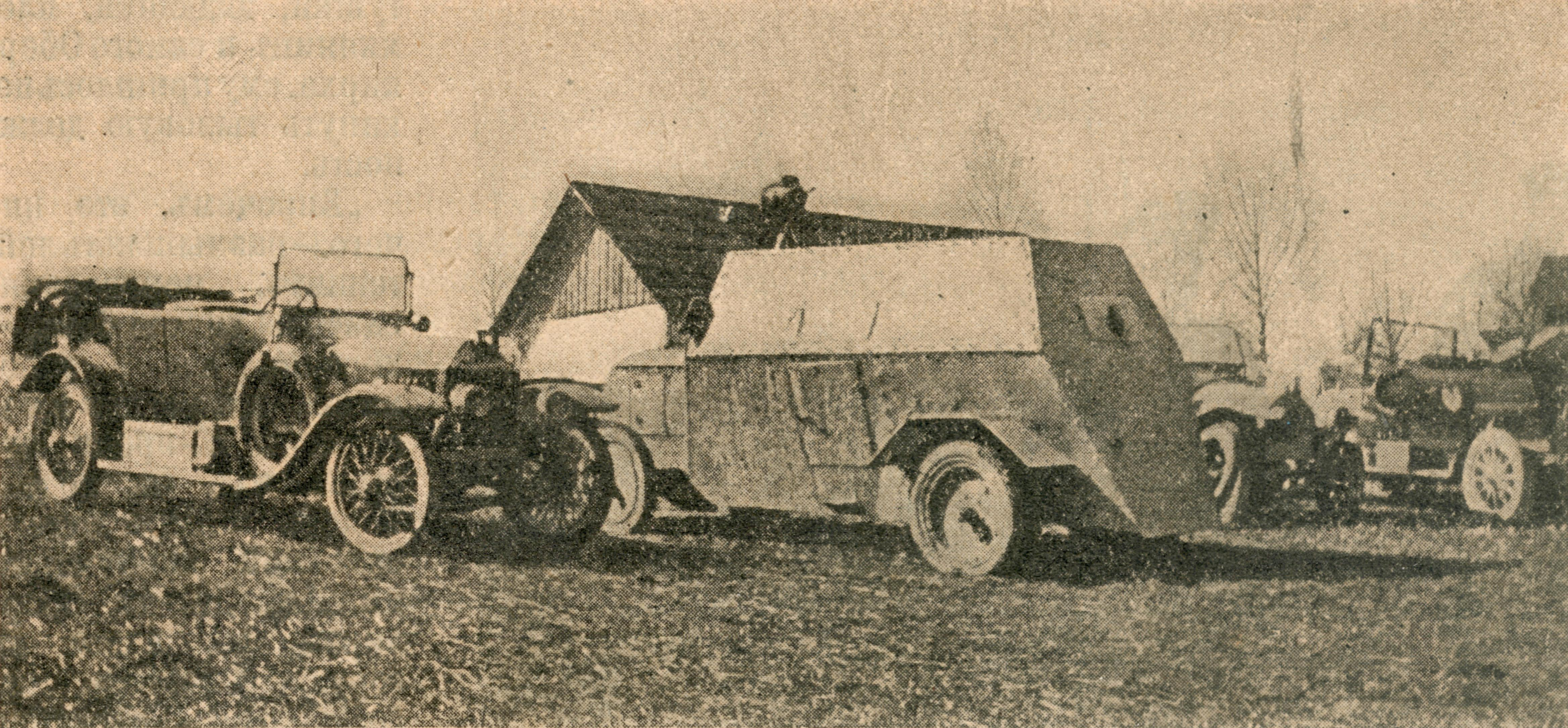
Voiture blindée de la Division sauvage, 1916.

Les Caucasiens, malgré leur passé de résistance à la conquête russe, s'enrôlent volontiers sous l'effet de la propagande, « pour le tsar et la gloire de la patrie », par esprit guerrier, pour le prestige des armes et de l'uniforme et pour la solde qui est relativement élevée. Du point de vue russe, la formation de cette unité permet à la fois d'exploiter la valeur guerrière des peuples du Caucase et d'éloigner de leur pays des hommes turbulents, portés à la violence et au brigandage et qui auraient pu devenir un facteur de rébellion : en 1912, les prisons du seul oblast du Terek abritaient 11 258 détenus, et en mars 1914, 6 000 manifestants s'étaient rassemblés à Temir-Khan-Choura au Daghestan pour s'opposer à un décret du vice-roi Vorontsov-Dachkov qui tentait d'imposer l'usage du russe comme seule langue officielle.

### Combats sur le front d'Europe centrale
Le nom officiel de l'unité est « Division de cavalerie indigène du Caucase » mais son aspect exotique, son esprit de corps et sa bravoure lui valent le surnom de « Division sauvage ». Sur le front d'Europe centrale face aux Austro-Allemands, la division est engagée pour la première fois le 17 décembre 1914 pendant la bataille des Carpates face à l'armée austro-hongroise, près du village de Wetlina en Galicie. Elle combat ensuite à Beregi-Gorny et Laina. En deux mois, 30 hommes du 2e régiment de cavalerie du Daghestan sont décorés de l'ordre de Saint-Georges et autres distinctions, ce qui leur vaut l'expression de « sincère gratitude » de leur commandant, le prince Amilakhvari. Elle se distingue encore pendant l'offensive Broussilov de l'été 1916.
Pendant le conflit, la division subit de lourdes pertes qui sont à chaque fois comblées par de nouveaux volontaires. La dernière vague de recrutement, menée le 22 juillet 1917, montre cependant une certaine baisse d'enthousiasme. La valeur guerrière reconnue de cette unité s'accompagne d'une forte tendance au pillage et au viol.

### Révolution russe
Après la révolution de Février (mars 1917), le gouvernement provisoire d'Alexandre Kerenski est incapable de remédier à la crise politique et militaire qui s'aggrave après l'échec de l'offensive de juillet. Le général Lavr Kornilov, nommé général en chef le 18 juillet, demande à Kerenski d'assumer des pouvoirs dictatoriaux et de proclamer la loi martiale pour réprimer les mutineries et désertions, dissoudre le Soviet de Petrograd et mettre fin à l'agitation des bolcheviks. Le 11 août, Kornilov ordonne au 3e corps de cavalerie (en) du général Alexandre Krymov, auquel se rattache la Division sauvage, de se tenir prêt à occuper Petrograd pour y rétablir l'ordre en cas de coup de force bolchevik.

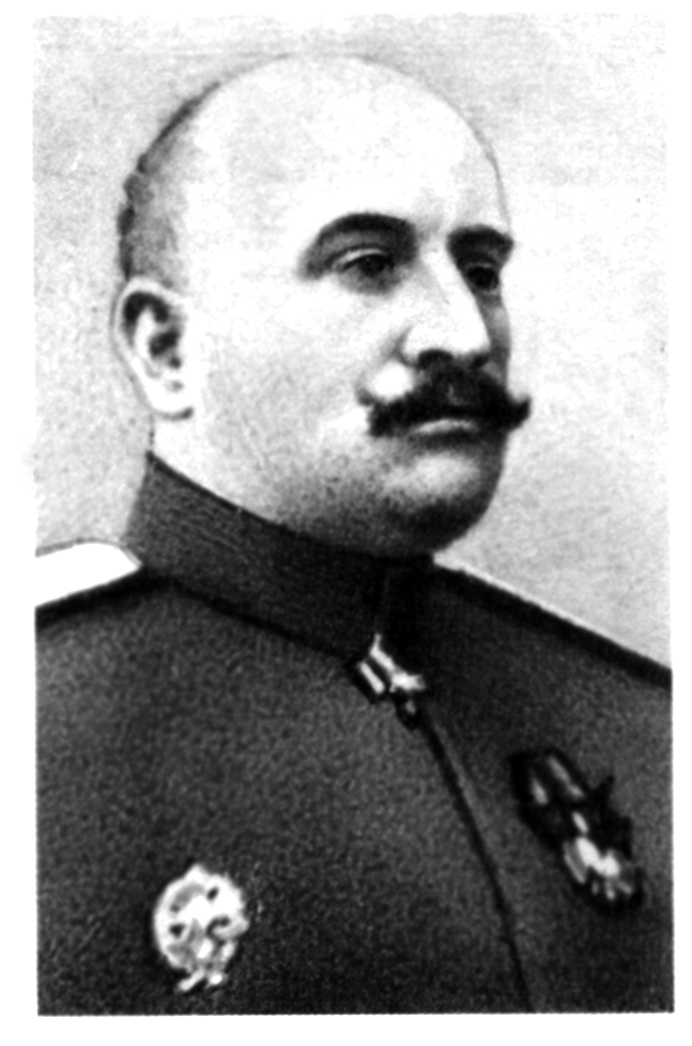
Le général Alexandre Krymov.

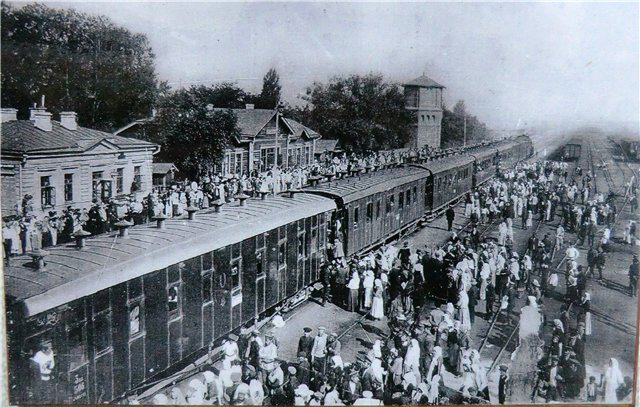
Train de soldats à Droujkovka en 1917.

Le 27 août, à la suite d'une série de malentendus, Kornilov se persuade que le gouvernement de Kerenski est tombé aux mains des bolcheviks et ordonne au 3e corps de marcher sur Petrograd. Kerenski se proclame commandant en chef tandis que le Soviet de Petrograd, avec la participation des bolcheviks, organise la défense de la ville et le blocage des voies ferrées. Le soir du 28 août, les régiments ingouche et tcherkesse sont à Vyritsa à 67 km de Petrograd. Mais les ouvriers du chemin de fer ont coupé la voie et rendu les communications inutilisables. Des délégations d'ouvriers et de soldats, y compris des agitateurs bolcheviks, viennent haranguer les Caucasiens et leur demandent de soutenir le Soviet et le gouvernement provisoire. Les marins de la flotte de la Baltique envoient une centaine de représentants dont une compagnie de mitrailleurs qui avait servi précédemment dans la Division sauvage. Ils sont rejoints par une délégation du comité exécutif de l'Union des soviets musulmans, qui se trouvait alors à Petrograd, comprenant un petit-fils de l'imam Chamil. Le 30 août, les Caucasiens brandissent un drapeau rouge marqué « Terre et liberté » (selon une autre version, un drapeau blanc avec le même slogan). Ils déclarent qu'ils ignoraient les vrais objectifs du putsch, font savoir leur fidélité au gouvernement provisoire et envoient des messages aux autres unités pour les avertir. En outre, ils arrêtent leurs commandants. L'ensemble des troupes se rallie au Soviet sans qu'un coup de feu soit tiré. Le 31 août, Krymov se suicide tandis que Kornilov est arrêté.

### Bataille de Bakou
Après sa dissolution, une partie des hommes de la Division sauvage, y compris des officiers russes chrétiens, s'enrôlent dans l'armée islamique du Caucase, unité de l'armée ottomane formée de Turcs et de volontaires musulmans du Caucase russe pour combattre les Arméniens, les bolcheviks et les Britanniques lors de la bataille de Bakou. Ils s'emparent de la ville le 15 septembre 1918 mais ce succès est annulé par la capitulation ottomane de l'armistice de Moudros, le 30 septembre 1918, qui oblige les Ottomans à évacuer l'Azerbaïdjan.

### Guerre civile russe
Pendant la guerre civile russe, des vétérans de la Division sauvage combattent au sein des Armées blanches, dans les Forces Armées du Sud de la Russie, et suivent les restes de l'armée vaincue du général Wrangel lors de son évacuation vers Lemnos et les Dardanelles. La plupart des militaires russes blancs sont accueillis par la Bulgarie et la Yougoslavie. Parmi les hommes de la Division sauvage, certains proposent de s'installer en Turquie, pays musulman, mais la grande majorité choisit la Bulgarie et la Yougoslavie par fidélité à l'armée russe.

## Commandants

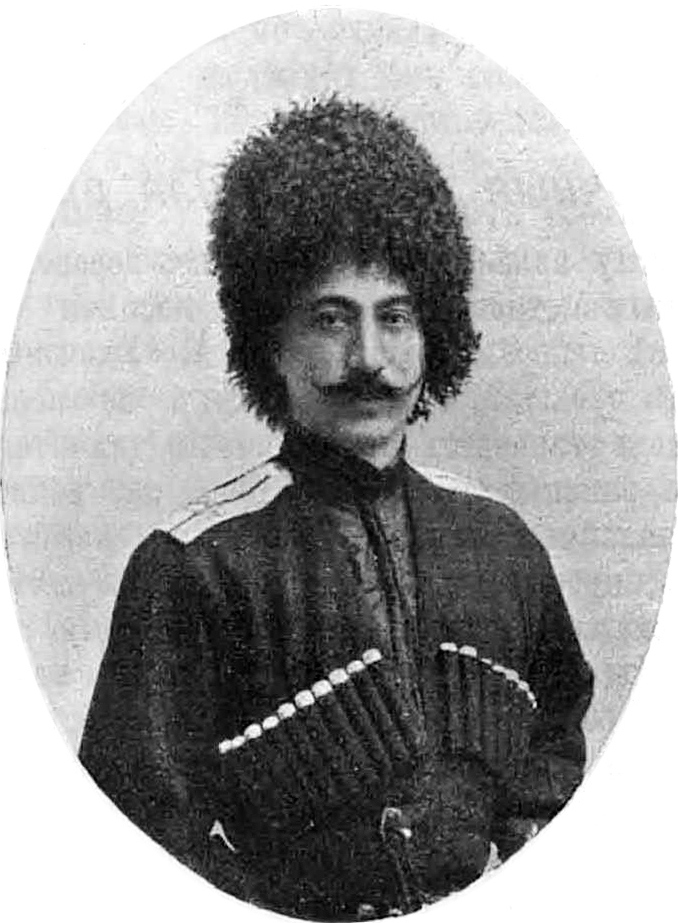
Feyzullah Mirza Qajar, dernier commandant de la Division sauvage, en 1905.

- Grand-duc Michel Alexandrovitch de Russie du 23 août 1914 au 20 février 1916, exécuté par les bolcheviks en juin 1918.
- Prince Dimitri Bagration (en) du 20 février 1916 au 15 avril 1917 et du 30 juin au 27 août 1917. Du 28 août au 2 septembre 1917, commandant du corps de cavalerie indigène du Caucase. Officier de l'Armée rouge en décembre 1918, mort en octobre 1919.
- Piotr Polotsov (en), commandant du régiment tatar du 23 août 1914 au 25 février 1916 puis chef d'état-major de la division du 25 février 1916 au 2 septembre 1917 et commandant du corps de cavalerie indigène du Caucase à partir du 2 septembre 1917, mort en exil à Monte-Carlo en 1964.
- Prince Alexandre Vassilievitch Gagarine, commandant de la division du 28 août au 2 septembre 1917.
- Prince Feyzulla Mirza Govanli Kadjar de la dynastie iranienne des Qadjar, commandant de la division à partir du 30 septembre 1917 puis officier de la république démocratique d'Azerbaïdjan, exécuté par les bolcheviks en 1920.

## Organisation
La Division sauvage est rattachée aux grandes unités suivantes :
- Décembre 1914 - mai 1916 : Front du Sud-Ouest
- Mai - juin 1916 : 7e armée, Front du Sud-Ouest
- Juin - décembre 1916 - 9e armée, Front du Sud-Ouest
- Décembre 1916 - début de 1918 : 4e armée, Front roumain

## Autres usages du nom
Pendant la guerre civile russe, le nom de « Division sauvage » est parfois donné au « Détachement spécial mandchou », armée privée de l'ataman Grigori Semenov, un des chefs des Armées blanches. Composé d'aventuriers cosaques et mongols, sans rapport avec la division caucasienne du même nom, ce corps est connu pour son indiscipline et sa cruauté : dans un seul village, il tue 30 hommes et brûle 55 maisons, sans que ses alliés américains et japonais arrivent à le réfréner.
Pendant la guerre du Donbass en Ukraine, en 2014, le nom est repris par un groupe de 34 Tchétchènes combattant aux côtés des milices pro-russes.

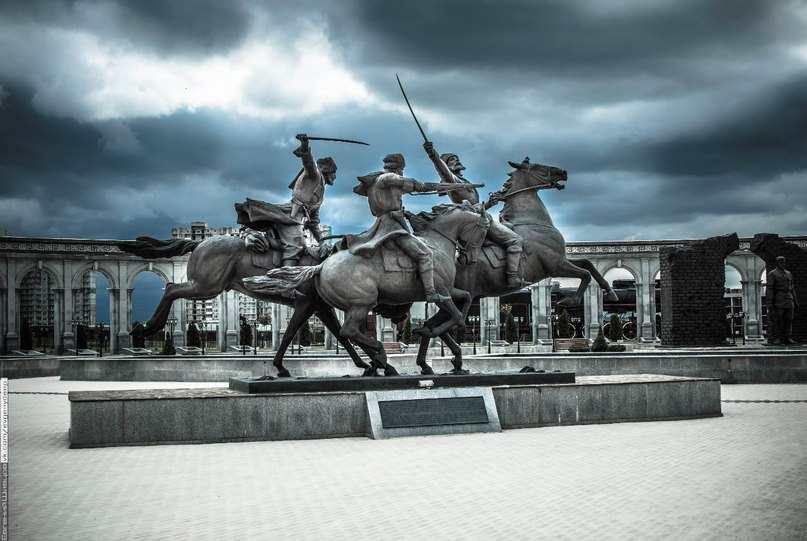
Mémorial de la Division sauvage à Nazran (Ingouchie).

## Souvenir
Selon l'historien daghestanais Hajji Murad Donogo, la Russie, après 1917, a largement occulté le souvenir de la Première Guerre mondiale, « guerre impérialiste » à l'issue désastreuse et qui se termine en guerre civile. Même au Daghestan, la Division sauvage est peu commémorée. En revanche, en Ingouchie, le centenaire de sa création, en 2014, a donné lieu à des célébrations, expositions, et à un film, Nés libres : Sur la trace de l'expédition de la cavalerie caucasienne.

## Fiction
- Cinéma. Dans le film Octobre de Sergueï Eisenstein (1928), une séquence montre la participation de la Division sauvage au putsch de Kornilov : les farouches cavaliers marchent vers Petrograd, accompagnés de tanks britanniques et d'avions français, au milieu d'un montage de symboles chrétiens, musulmans, bouddhistes et, pour finir, de masques tribaux africains illustrant le caractère factice de l'idéologie réactionnaire. Mais, alors que les ouvriers s'arment pour résister aux putschistes, les militants bolcheviks arrivent pour haranguer les cavaliers et leur distribuer des tracts : les cavaliers changent de camp, fraternisent avec les ouvriers et se mettent à danser la lezginka[18].